# Относителна бедност
Относителна бедност се характеризира с наличието на отделни елементи на бедността, нужда от определени ресурси или услуги, липса на или занижено качество на достъп до такива. При относителната бедност индивидът може да съществува без това да застрашава неговия живот (без да е в крайна нужда), но не може да постигне качество на задоволяване на нуждите си, като някои от тях остават видимо неудовлетворени.

## Характеристики
Храна
Наличие на храна, но с влошено качество и която няма добри вкусови качества и характеристики. Или качествена храна, но основно съставена от евтини хранителни продукти. Липса на изобилие или на избор в това отношение. Храната се приготвя в къщи, а не се купува „готова храна“ и т.н.
Това много често резултира в отпадналост, заради недохранване или недобро хранене.
Хигиена
Наличие на течаща вода, но често с недобро качество или липса на топла вода. Липса на добри „хигенни помещения“, или те имат значими недостатъци, и т.н.
Това резултира видимо по външния вид на индивида или индивидите, като най-често това е липса на видими аспекти на статуса на средната и богата класа като употреба на грим, парфюми, афтършейфи и т.н. В по-напреднал стадий това е занемаряването поради невъзможност на коса, окосмяване, кожа, като пускане на дълга коса (неподстригване), пускане на брада (небръснене), окосмяване по тялото (небръснене на краката при жени). За кожата това е неподдържане с кремове и т.н.
Облекло
Облеклото, дори и спретнато при относителната бедност е видимо с по-ниско качество, по-евтини оцветители на дрехите или извехтяли дрехи, изкуствени материи или недобре обработени, или ниско качество естествени материи. В по-напреднали стадии това са видимо дрехи друг размер, видимо несъответстващи цветово и т.н.